# یواس‌اس نیتز (دی‌دی‌جی-۹۴)
یواس‌اس نیتز (دی‌دی‌جی-۹۴) (به انگلیسی: USS Nitze (DDG-94)) یک کشتی است که طول آن ۵۰۹ فوت ۶ اینچ (۱۵۵٫۳۰ متر) می‌باشد. این کشتی در سال ۲۰۰۴ ساخته شد.